# Vladislav I av Polen
Vladislav I Alnshög (polska: Władysław I Łokietek), född 1260/1261, död 2 mars 1333, var kung över Polen åren 1320–1333. Han var gift med Jadwiga Kaliska.
Vladislaw var härskare och furste över Kujavien i Polen. Han lyckades genom att besegra en rad polska länsherrar att ena Polen, som under en längre tid varit splittrad i olika mindre furstendömen. Han lät sig 1320 krönas som hela Polens kung. År 1315 ingick han en gemensam förbundspakt med alla de nordiska länderna. Han förde flera krig mot Tyska orden.

## Barn
1. Stefan
2. Wladyslaw
3. Kunegunda
4. Elzbieta av Polen, gift med Karl I Robert av Ungern
5. Kasimir III av Polen